# Big South Men’s Soccer 2012
Die Big South Conference veranstaltete 2012 eine Fußballsaison im US-amerikanischen College Soccer. Während die Coastal Carolina University die Regular Season gewann, ging die Winthrop University als Titelträgerin aus der Postseason hervor.

## Regular Season
Die Regular Season wurde am 24. August eröffnet und endete am 3. November.

### Tabelle
| Pl.               | Verein               | Sp. | S  | U | N | Tore    | Diff. | Punkte |
| ----------------- | -------------------- | --- | -- | - | - | ------- | ----- | ------ |
| 1.                | Coastal Carolina (M) | 10  | 10 | 0 | 0 | 031:200 | +29   | 30     |
| 2.                | Radford              | 10  | 7  | 1 | 2 | 022:100 | +12   | 22     |
| 3.                | Liberty (P)          | 10  | 6  | 3 | 1 | 014:900 | +5    | 21     |
| 4.                | Campbell             | 10  | 7  | 0 | 3 | 023:120 | +11   | 21     |
| 5.                | High Point           | 10  | 5  | 2 | 3 | 012:800 | +4    | 17     |
| 6.                | Winthrop             | 10  | 5  | 1 | 4 | 014:130 | +1    | 16     |
| 7.                | Gardner-Webb         | 10  | 3  | 2 | 5 | 008:130 | −5    | 11     |
| 8.                | Presbyterian         | 10  | 3  | 0 | 7 | 009:210 | −12   | 09     |
| 9.                | Longwood             | 10  | 2  | 1 | 7 | 006:220 | −16   | 07     |
| 10.               | VMI                  | 10  | 1  | 1 | 8 | 011:260 | −15   | 04     |
| 11.               | UNC Asheville        | 10  | 0  | 1 | 9 | 008:250 | −17   | 01     |
| Stand: Saisonende |                      |     |    |   |   |         |       |        |

### Kreuztabelle
|                              |                              | 1.                           | 2.                           | 3.                           | 4.                           | 5.                           | 6.                           | 7.                           | 8.                           | 9.                           | 10.                          | 11.                          |    | Heimbilanz | Heimbilanz | Heimbilanz | Heimbilanz | Auswärtsbilanz | Auswärtsbilanz | Auswärtsbilanz | Auswärtsbilanz |
| S                            | U                            | 1.                           | 2.                           | 3.                           | 4.                           | 5.                           | 6.                           | 7.                           | 8.                           | 9.                           | 10.                          | 11.                          | N  | Punkte     | S          | U          | N          | Punkte         |                |                |                |
| ---------------------------- | ---------------------------- | ---------------------------- | ---------------------------- | ---------------------------- | ---------------------------- | ---------------------------- | ---------------------------- | ---------------------------- | ---------------------------- | ---------------------------- | ---------------------------- | ---------------------------- | -- | ---------- | ---------- | ---------- | ---------- | -------------- | -------------- | -------------- | -------------- |
| Coastal Carolina             | 1.                           |                              | 4:1A                         | 3:0A                         | 3:1A                         | 1:0H                         | 1:0H                         | 1:0A                         | 3:0H                         | 4:0H                         | 8:0A                         | 3:0H                         | 5  | 0          | 0          | 15         | 5          | 0              | 0              | 15             |                |
| Radford                      | 2.                           | 1:4H                         |                              | 1:2H                         | 2:1H                         | 0:0A                         | 2:0H                         | 6:1A                         | 3:1H                         | 3:0A                         | 2:0A                         | 2:1A                         | 3  | 0          | 2          | 9          | 4          | 1              | 0              | 13             |                |
| Liberty                      | 3.                           | 0:3H                         | 2:1A                         |                              | 1:0H                         | 2:1H                         | 1:1A                         | 0:0H                         | 2:1A                         | 3:0A                         | 3:2A                         | 0:0H                         | 2  | 2          | 1          | 8          | 4          | 1              | 0              | 13             |                |
| Campbell                     | 4.                           | 1:3H                         | 1:2A                         | 0:1A                         |                              | 2:1H                         | 5:2H                         | 2:0A                         | 3:0A                         | 1:0A                         | 3:2A                         | 5:1H                         | 3  | 0          | 1          | 9          | 4          | 0              | 2              | 12             |                |
| High Point                   | 5.                           | 0:1A                         | 0:0H                         | 1:2A                         | 1:2A                         |                              | 2:1A                         | 2:1H                         | 1:0A                         | 5:1H                         | 0:0H                         | 3:0H                         | 3  | 2          | 0          | 11         | 2          | 0              | 3              | 6              |                |
| Winthrop                     | 6.                           | 0:1A                         | 0:2A                         | 1:1H                         | 2:5A                         | 1:2H                         |                              | 2:1H                         | 2:1H                         | 2:0H                         | 1:0H                         | 3:1A                         | 4  | 1          | 1          | 13         | 1          | 0              | 3              | 3              |                |
| Gardner-Webb                 | 7.                           | 0:1H                         | 1:6H                         | 0:0A                         | 0:2H                         | 1:2A                         | 1:2A                         |                              | 3:0H                         | 0:0A                         | 1:0H                         | 1:0A                         | 2  | 0          | 3          | 6          | 1          | 2              | 2              | 5              |                |
| Presbyterian                 | 8.                           | 0:3A                         | 1:3A                         | 1:2H                         | 0:3H                         | 0:1H                         | 1:2A                         | 0:3A                         |                              | 2:1H                         | 2:1A                         | 3:2H                         | 2  | 0          | 3          | 6          | 1          | 0              | 4              | 3              |                |
| Longwood                     | 9.                           | 0:4A                         | 0:3H                         | 0:3H                         | 0:1H                         | 1:5A                         | 0:2A                         | 0:0H                         | 1:2A                         |                              | 3:2H                         | 1:0A                         | 1  | 1          | 3          | 4          | 1          | 0              | 4              | 3              |                |
| VMI                          | 10.                          | 0:8H                         | 0:2H                         | 2:3H                         | 2:3H                         | 0:0A                         | 0:1A                         | 0:1A                         | 1:2H                         | 2:3A                         |                              | 4:3A                         | 0  | 0          | 5          | 0          | 1          | 1              | 3              | 4              |                |
| UNC Asheville                | 11.                          | 0:3A                         | 1:2H                         | 0:0A                         | 1:5A                         | 0:3A                         | 1:3H                         | 0:1H                         | 2:3A                         | 0:1H                         | 3:4H                         |                              | 0  | 0          | 5          | 0          | 0          | 1              | 4              | 1              |                |
| H=Heimspiel, A=Auswärtsspiel | H=Heimspiel, A=Auswärtsspiel | H=Heimspiel, A=Auswärtsspiel | H=Heimspiel, A=Auswärtsspiel | H=Heimspiel, A=Auswärtsspiel | H=Heimspiel, A=Auswärtsspiel | H=Heimspiel, A=Auswärtsspiel | H=Heimspiel, A=Auswärtsspiel | H=Heimspiel, A=Auswärtsspiel | H=Heimspiel, A=Auswärtsspiel | H=Heimspiel, A=Auswärtsspiel | H=Heimspiel, A=Auswärtsspiel | H=Heimspiel, A=Auswärtsspiel | 25 | 6          | 24         | 71         | 24         | 6              | 25             | 68             |                |

## Postseason
Die Postseason fand vom 6. bis zum 11. November in Greensboro, North Carolina statt.

| Viertelfinale | Viertelfinale    | Viertelfinale |         |                  | Halbfinale | Halbfinale | Halbfinale |  |  | Finale | Finale | Finale |
|               |                  |               |         |                  |            |            |            |  |  |        |        |        |
| 1             | Coastal Carolina | 5             |         |                  |            |            |            |  |  |        |        |        |
| 8             | Presbyterian     | 0             |         |                  |            |            |            |  |  |        |        |        |
| 8             | Presbyterian     | 0             | 1       | Coastal Carolina | 2          |            |            |  |  |        |        |        |
|               |                  |               | 1       | Coastal Carolina | 2          |            |            |  |  |        |        |        |
|               | 5                | High Point    | 1       |                  |            |            |            |  |  |        |        |        |
| 4             | 5                | High Point    | 1       | Campbell         | 3          |            |            |  |  |        |        |        |
| 4             |                  |               |         | Campbell         | 3          |            |            |  |  |        |        |        |
| 5             | High Point       | 5 i. E.       |         |                  |            |            |            |  |  |        |        |        |
| 5             | High Point       | 5 i. E.       | 1       | Coastal Carolina | 2          |            |            |  |  |        |        |        |
|               |                  |               |         | Coastal Carolina | 2          |            |            |  |  |        |        |        |
|               | 6                | Winthrop      | 3       |                  |            |            |            |  |  |        |        |        |
| 6             | 6                | Winthrop      | 3       | Winthrop         | 2          |            |            |  |  |        |        |        |
| 6             |                  |               |         | Winthrop         | 2          |            |            |  |  |        |        |        |
| 3             | Liberty          | 1 n. V.       |         |                  |            |            |            |  |  |        |        |        |
| 3             | Liberty          | 1 n. V.       | 6       | Winthrop         | 2          |            |            |  |  |        |        |        |
|               |                  |               | 6       | Winthrop         | 2          |            |            |  |  |        |        |        |
|               | 2                | Radford       | 1 n. V. |                  |            |            |            |  |  |        |        |        |
| 7             | 2                | Radford       | 1 n. V. | Gardner-Webb     | 0          |            |            |  |  |        |        |        |
| 7             |                  |               |         | Gardner-Webb     | 0          |            |            |  |  |        |        |        |
| 2             | Radford          | 2             |         |                  |            |            |            |  |  |        |        |        |

## Torschützenliste
| Pl. | Spieler           | Verein           | Tore |
| --- | ----------------- | ---------------- | ---- |
| 1.  | Ashton Bennett    | Coastal Carolina | 16   |
| 2.  | Mamadee Nyepon    | High Point       | 13   |
| 2.  | Ricky Garbanzo    | Coastal Carolina | 13   |
| 4.  | Bernardo Ulmo     | Radford          | 11   |
| 5.  | Alex Isern        | Winthrop         | 9    |
| 6.  | Ricki Gaez        | Campbell         | 8    |
| 6.  | Mitchell Cardenas | Campbell         | 8    |